# 魔女 (ハンドル)
魔女（まじょ：本名：圓山 裕(婚姻により改姓。旧姓は北川 裕) 没時は京都府京都市在住）とは、1980年代にパソコン通信のコミュニティで活躍した男性である。

## 概要
NECの商用パソコン通信サービスPC-VANの創成期にSIG「QLD画像通信」を立ち上げ、オペレーターに就任した他、画像表示プログラムや画像保存プログラムの製作によって独自の画像フォーマットを広めたことを始めとして、バイナリ・テキスト相互変換プログラムなどの製作を行った。ライターとしても日本文芸社『Hacker』誌に寄稿するなどした。
性別は男性だが、当初は女子大生のリカちゃんと称して女性を装っていたため、オフラインミーティングで知人のファッションモデルを身代わりとして参加させた逸話がある。
電子掲示板においてそのパーソナリティには賛否が分かれたが、注目を集める存在であった。PC-VANでのLADY紛争の最中、1990年6月2日に身重の妻を残しバイクでツーリング中に事故で死去。PC-VAN内外に衝撃を与え、電子掲示板には数百通に及ぶ追悼メッセージが並んだ。
没後、1995年に出版された日本の都市伝説を集めた『日本の現代伝説 魔女の伝言板』には、辛辣な発言をする魔女がオフラインミーティングに可愛い女性として参加したこと、その魔女が交通事故で死んで正体は男だったことが判明したという話がパソコン通信上で流れる噂話として紹介された。

## QLD及びその周辺
当時の日本国内のパソコンは、NECのPC-9801シリーズが大きなシェアを築いていたが、テキストによるやりとりを基本とするパソコン通信においては他の機種による参加者も少なからずいた。また、PC-9801ユーザーの間でも標準的な画像フォーマットがなく、市販のグラフィックソフトが出力する画像形式もソフトによって異なることから、機種やソフトの壁を越えてやり取り出来る標準的な画像フォーマットが求められていた。そうした事情を背景に登場したのが、画像表示プログラムQLDであった。
SIG-QLD画像通信は1988年1月に開設されたが、QLDはそれより以前から使われていて、専用の画像データが各所に蓄積されていた。またSIG-QLD画像通信の開設後は、画像関係以外のソフトウエアも開発された。商用パソコン通信サービスNIFTY-ServeにもQLDフォーラムが設けられて活動していた。

### QLD
QLDとは、パレットなし8色専用画像セーバーQSVが出力する、拡張子GRAの画像データを表示するローダーである。 あるいはその画像フォーマットを指す。QSVは VRAM に表示させた画像を取り込み圧縮してセーブする仕組みだが、事前にスキャナーで写真や画像を読み込むか、ベタファイルを VRAM にロードしておく必要があった。圧縮率はさほど高くはなく、アップロードが行なわれるときは圧縮ソフトで更に圧縮された。また、パレットなしの8色というフォーマットは、当時主流のPC-9801の4096色中16色という性能を満足させるものでなく、次いでXLDとXSVが開発された。

### XLD
XLDはパレットありの16色画像ローダーで、セーバーXSVを用いるほかは使い方は同じである。拡張子はQ4で、この画像フォーマットはQ4フォーマットともXLD形式とも呼ばれた。圧縮アルゴリズムの見直しにより圧縮率が向上し、XLD形式の画像ファイルに対するPKARCやLHarc などのアーカイバを用いた更なる圧縮は不要とされた。実際に圧縮しようとしても「圧縮できないのでそのまま格納する」というメッセージを返すことが多かった。QLDはPC-9801シリーズ以外の機種にも移植され、NIFTY-Serveなど他のパソコン通信局でも使われた。しかしXLDについては、ソースとフォーマットは一般に公開されることはなく、メモリも要することから8ビットパソコンには負担が重くほとんど移植されなかった。そのため、読み込み速度において勝り、仕様が広く公開されて8ビットパソコンにも移植されていた草の根BBSで開発された16色のフォーマットMAKIと、その後継で圧縮率が向上し、画素数が自由になり256色まで対応したMAGがシェアを獲得。草の根BBSなど多くのパソコン通信局でMAGが使われることになった。また256色以上の画像フォーマットではPIC形式が盛んに用いられた。こうしてXLDについてはQLDほどの成功を見なかった。

### テキスト/バイナリ変換プログラムMAJ
パソコン通信の黎明期にはバイナリファイルの転送がサポートされておらず、バイナリファイルの転送にバイナリとテキストを変換するソフトウェアが用いられた。XMODEMなどバイナリ転送プロトコルが普及した後にもメールでのバイナリファイルのやり取りに使われていた。PC-VANにおいては、バイナリ転送がサポートされてからは、ソフトウエアや各種データは、オンライン・ソフトウェア・ライブラリ（OSL）と呼ばれるライブラリに収められることになっていたが、PC-VANは定額料金の会員にもOSLからのダウンロードは別途課金される事情があったため、後々までテキストとバイナリを相互変換するソフトウェアが用いられていた。バイナリをそのまま登録するOSLではなく、電子掲示板などのログファイルに直接ダウンロードできるテキスト形式に変換した上で、掲示板にテキストとして投稿することがよく行われていたのである。
パソコン通信でのバイナリ/テキスト相互変換ソフトウエアで事実上の標準は、石塚匡哉（いしづか まさや）製作のishであり、ishによってテキスト変換されたのが、ISHフォーマットである。しかしQLD SIG内においては、ISHでなく、魔女が開発した同等機能のMAJOを用いることが推奨された。ISHはテキスト出力形式を複数指定できるが、このうち「漢字混じりish」と呼ばれる形式についてはPC-VANの制限から途中で行が途切れる（アルファベットと漢字の間に1文字入っているとみなされてしまい、80文字に満たない位置で80字制限に到達して以降が途切れる）という現象があったというPC-VAN特有の事情もMAJ推奨の一因となっている。MAJは出力方式の複数指定はサポートしていなかった。もっともPC-VANにおいても主流はISHであり、前述の制限があるため、漢字を混じえない形で変換してアップロードが行なわれた。後に「漢字混じりish」が途切れるという欠点もPC-VAN側の対応により解消された。MAJOは、PC-VANにおいても、QLD SIG以外で使われることはなく、一般化することはなかった。

### 紙芝居表示プログラムKAMI16
当時のPC-9801は8色テキストと16色グラフィックx2画面という表示しかできず、当時既に256色表示を可能としていたX68000, Macintoshなどに比べて大きく遅れをとっており、アニメーション機能は皆無に近いものがあった。
これをフォローすべく、SIG初期にはQPLYという8色表示ソフトが開発されていた。しかしさらに表現力を強化する目的で、紙芝居表示を可能にしたソフトがこのKAMI16である。ハードウェアの制約は当然受けつつも、次の特徴を有する独特なアニメーションソフトであった。
- BEEP音によるBGM伴奏機能（3和音まで可能）
- 16色表示(KAMI16というソフト名の語源でもある）
- グラフィックとテキストの同時表示（左半分に絵を表示し、右半分に字幕を表示するなど）
- 2画面VRAMを切り替えることによる、ごく初歩的なアニメーション機能

しかしKAMI16はSIG内のイラスト投稿者の協力がほとんど得られず、唯一の長編となった「ウイッチ・クラフト」（魔法使いパストと白猫ホセの物語）は未完に終わった。KAMI16を使用したアプリケーションには他に「きゅんきゅんフル〜ツ なっぷる☆してぃ」シリーズ、「ぱらの村」シリーズなどがある。

## QLD画像通信
開設間もない1988年7月末の時点で、掲示板の数は11個であった。これは他のSIGと比較しても異例の多さであるが、掲示板の増設にはPC-VAN運営事務局の了承が必要であったことから、PC-VANの売りのひとつとして認められたためと言える。
1. 小学校(Q&A)
2. 遊園地（初心者用・ハード）
3. 中学校(QLD)
4. 茶室（PDS感想・意見）
5. 図書館(PDS)
6. 美容院（女性優先）
7. 美術館（画像）
8. スナック（フリートーク）
9. 公民館（展示）
10. 喫茶室
11. 魔天楼（独り言）

1990年には日本文芸社からQLD SIGを著者とする書籍『パソコン画像通信入門』が出版された。